# Sammy (bande dessinée)
Pour les articles homonymes, voir Sammy.
Sammy est une série de bande dessinée franco-belge créée dans Spirou par Berck (dessin) et Raoul Cauvin (scénario) en 1970, reprise par Jean-Pol au dessin à partir de 1996. Le 40e et dernier album de la série est sorti en mai 2009 et marque l'arrêt définitif de cette série.
Se déroulant principalement aux États-Unis, la série met en scène deux gardes du corps des années 1930, temps de la prohibition et du truand Al Capone : Jack Attaway et son second, Sammy Day.

## Synopsis

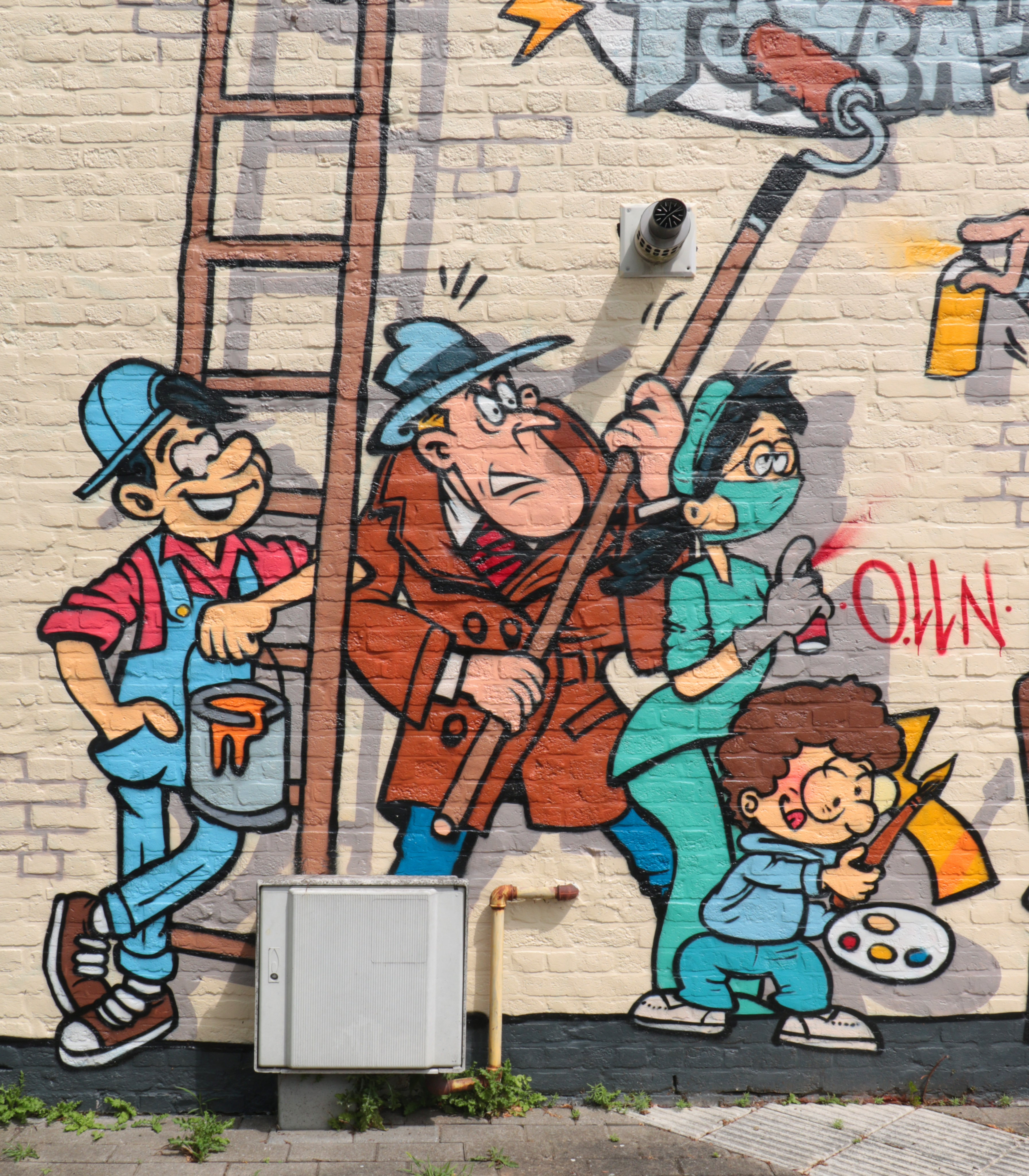
Sammy peint durant le festival de street art Fresh Paint OLLN sur la façade de la Maison de la Citoyenneté à Ottignies.

Nous sommes à Chicago, en pleines années 1930, à l'époque de la prohibition, d’Al Capone, des politiciens véreux et des fédéraux incorruptibles menés par Eliot Ness.
Sammy Day et son patron, Jack Attaway, sont des « gorilles » mercenaires qui, pour quelques centaines de dollars, mettent leur expérience et leurs mitraillettes Thompson M1928 au service de n'importe quel client, à condition qu'il paie bien. Les aventures sont loufoques et pleines d'humour noir.

## Personnages

### Sammy Day
Sammy Day est un garde du corps américain. Plutôt râblé quand la norme du métier est plutôt l'armoire à glace, il compense cet apparent handicap par un bon sens plus aiguisé que celui de son patron, et un sang froid à toute épreuve.

### Jack Attaway
Jack Attaway est le patron de l'agence de gardes du corps. Toujours à la limite de la faillite faute de clients, il est à la recherche du moindre contrat, du moment qu'on lui propose de l'argent pour régler ses dettes. Cela le met dans des situations particulièrement dangereuses ou totalement loufoques, dans lesquelles il s'appuie sur Sammy pour se sortir du pétrin. Il est à la fois plus impulsif et plus cynique que Sammy, son éthique étant souvent mise à mal par les propositions alléchantes de clients potentiels. En dehors de Sammy, la seule personne qui compte à ses yeux est sa mère, dont il ignore totalement les activités.

### Ma Attaway / Miss Kay
Charmante petite vieille au début de la série, son retour à Chicago au 20e album la montre comme à la tête d'un gang rival de celui d'Al Capone, tout d'abord également impliqué dans le trafic d'alcool, mais se spécialisant finalement dans les machines à sous. Elle le dirige sous le nom de Miss Kay, Sammy étant le seul à connaître cette double identité.

### Secondaires
- Ma Attaway
- Al Capone
- Eliot Ness
- Les hommes de mains de Jack, gorilles de son agence qui apparaissent seulement dans les premiers épisodes, ils disparaissent par la suite et laissent leurs places au duo de héros, Jack et Sammy

## Albums
Historiquement, le premier album de la série est Deux histoires de gorilles, publié en 1972 dans l’éphémère collection « Okay ».

### SérieSammy
| 1. Bons vieux pour les gorilles (1973) 2. Rhum row (1973) 3. El Presidente (1974) 4. Les gorilles marquent des poings et Gorilles et spaghetti (1974) 5. Le Gorille à huit pattes (1975) 6. Les gorilles font les fous (1975) 7. Les Gorilles au pensionnat (1976) 8. Les Gorilles et le roi dollar (1977) 9. Les Pétroleurs du désert (1977) 10. Nuit blanche pour les gorilles (1978) 11. Deux histoires de gorilles (1978) 12. L'Élixir de jeunesse (1979) 13. Le Grand Frisson (1980) 14. Les gorilles marquent un but (1981) 15. Les Gorilles à Hollywood (1982) 16. Ku-Klux-Klan (1983) 17. Les Bébés flingueurs (1983) 18. Panique au Vatican (1984) 19. En piste, les Gorilles ! (1985) 20. Ma Attaway (1986) | 1. Miss Kay (1986) 2. L’Homme qui venait de l’au-delà (1987) 3. La Diva (1987) 4. Du rififi dans les nuages (1988) 5. Le Mandarin (1989) 6. Crash à Wall Street (1989) 7. Les gorilles ont du chien (1990) 8. Cigarettes et Whisky (1991) 9. Des gorilles et des folles (1992) 10. Les gorilles portent jupon (1993) 11. Alcool aux pruneaux (1994) 12. La B.A. des gorilles (1996) 13. Un gorille en cage (1997) 14. Mae West (1998) 15. Les gorilles mènent la danse (1999) 16. Papy Day (2000) 17. Lady “O” (2003) 18. Deux gorilles à Paris (2004) 19. Pépée flingueuse (2005) 20. Boy (2009) |

### IntégralesTout Sammy
1. Les gorilles vous saluent bien (1994)
2. Salades exotiques pour les gorilles (1994)
3. Des balles, des filles et des gorilles (1994)
4. Gorilles, Canines et Dents de lait (1995)
5. Chaud et froid pour les gorilles (1995)
6. Les Gorilles entre Klan et Vatican (1996)
7. Drôle de cirque pour les gorilles (1996)
8. Les gorilles reviennent de loin (1997)
9. Les Gorilles aux abois (1997)
10. Quatuor pour les gorilles (1998)

### Revues
- La Samba des gorilles,  no 1667 au no 1677 du journal Spirou, 1970, Berck et Raoul Cauvin
- Des mômes et des Gorilles, no 1682 au no 1692 du journal Spirou, 1970, Berck et Raoul Cauvin
- Bons vieux pour les gorilles, no 1702 au no 1711 du journal Spirou, 1970, Berck et Raoul Cauvin
- Gorilles et Spaghetti, no 1731 au no 1739 du journal Spirou, 1971, Berck et Raoul Cauvin
- Gorilles et Robots, no 1763 au no 1771 du journal Spirou, 1972,  Berck et Raoul Cauvin
- Les Gorilles marquent des poings,  no 1783 au no 1791 du journal Spirou, 1972, Berck et Raoul Cauvin
- Rhum row, no 1800 au no 1815  du journal Spirou, 1972, Berck et Raoul Cauvin
- El Presidente, no 1826 au no 1846 du journal Spirou, 1973, Berck et Raoul Cauvin
- Le Gorille à huit pattes, no 1864 au no 1882 du journal Spirou, 1974, Berck et Raoul Cauvin
- Les Gorilles font les fous, no 1891 au no 1907 du journal Spirou, 1974, Berck et Raoul Cauvin
- Les Gorilles et le Roi dollar, no 1919 au no 1931 du journal Spirou', 1975, Berck et Raoul Cauvin
- Les Gorilles au pensionnat, no 1952 au no 1964 du journal Spirou, 1975, Berck et Raoul Cauvin
- Les Pétroleurs du désert, no 1973 au no 1989 du journal Spirou, 1976, Berck et Raoul Cauvin
- Nuit blanche pour les gorilles, no 2013 au no 2028 du journal Spirou, 1976, Berck et Raoul Cauvin
- L'Élixir de jeunesse, no 2070 au no 2080 du journal Spirou, 1977, Berck et Raoul Cauvin
- Le Grand Frisson, no 2116 au no 2135 du journal Spirou,1978, Berck et Raoul Cauvin
- Une si jolie petite plage
- Les Gorilles marquent un but, no 2183 au no 2203 du journal Spirou, 1980, Berck et Raoul Cauvin
- Les Bons comptes de Noël font les bons amis
- Les Gorilles à Hollywood, no 2228 au no 2238 du journal Spirou, 1980, Berck et Raoul Cauvin
- Ces drôles de dames
- Ku-Klux-Klan, no 2270 au no 2280 du journal Spirou, 1981, Berck et Raoul Cauvin.
- Ma Sammy
- Les Bébés flingueurs, no 2335 au no 2345 du journal Spirou, 1983, Berck et Raoul Cauvin
- Panique au Vatican,no 2380 au no 2383 du journal Spirou, 1983, Berck et Raoul Cauvin
- Ma Attaway, no 2411 du journal Spirou, 1984, Berck et Raoul Cauvin
- En piste, les Gorilles !, no 2444 au no 2447 du journal Spirou, 1985, Berck et Raoul Cauvin
- Miss Kay, no 2500 au no 2503 du journal Spirou, 1986, Berck et Raoul Cauvin
- L'Homme qui venait de l'au-delà, no 2530 au no 2535 du journal Spirou, 1986, Berck et Raoul Cauvin
- La Diva, no 2565 au no 2577 du journal Spirou, 1987, Berck et Raoul Cauvin
- Du rififi dans les nuages, no 2621 au no 2631 du journal Spirou, 1988,  Berck et Raoul Cauvin
- Le Mandarin, no 2657 au no 2667 du journal Spirou, 1989, Berck et Raoul Cauvin
- Crash à Wall Street, no 2682 au no 2691 du journal Spirou, 1989, Berck et Raoul Cauvin
- Les Gorilles ont du chien, no 2727 au no 2735 du journal Spirou, 1990, Berck et Raoul Cauvin
- Cigarettes et Whisky, no 2776 au no 2787 du journal Spirou, 1991, Berck et Raoul Cauvin
- Des gorilles et des folles,  no 2829 au no 2839 du journal Spirou, 1992, Berck et Raoul Cauvin
- Les Gorilles portent jupon, no 2870 au no 2879 du journal Spirou, 1993, Berck et Raoul Cauvin
- Alcool aux pruneaux,  no 2930 au no 2937 du journal Spirou, 1994, Berck et Raoul Cauvin
- La B.A. des gorilles,  no 3000 au no 3012 du journal Spirou, 1995, Jean-Pol et Raoul Cauvin
- Un Gorille en cage, no 3048 au no 3057 du journal Spirou, 1996, Jean-Pol et Raoul Cauvin
- Mae West, no 3108 au no 3118 du journal Spirou, 1997, Jean-Pol et Raoul Cauvin
- Les Gorilles mènent la danse, no 3161 au no 3171 du journal Spirou, 1999, Jean-Pol et Raoul Cauvin
- Papy Day, no 3236 au no 3246, 2000, Jean-Pol et Raoul Cauvin
- Lady “O”, no 3369 au no 3379 du journal Spirou, 2002, Jean-Pol et Raoul Cauvin
- Deux Gorilles à Paris, no 3427 au no 3436 du journal Spirou, 2003,  Jean-Pol et Raoul Cauvin
- Pépée flingueuse, no 3492 au no 3498 du journal Spirou, 2005, Jean-Pol et Raoul Cauvin
- Boy, no 3702 au no 3707 du journal Spirou, 2009, Jean-Pol et Raoul Cauvin

### Documentation
Articles
- Luc Dellisse, « La Peau des gorilles », dans Les Cahiers de la bande dessinée no 61, Glénat, 1985, pp. 21-23
- Patrick Gaumer, « Sammy », dans Larousse de la BD, Larousse, 1984, pp. 699-700

Interviews
- Raoul Cauvin (int. Thierry Groensteen), « Entretien avec Cauvin », dans Les Cahiers de la bande dessinée no 61, Glénat, 1985, pp. 6-14